# Запис Петровића орах (Парменац)
Запис Петровића орах (Парменац) се налази на парцели чији је власник Петровић Мина.

## Локација
| Општина             | Чачак                                                            |
| Катастарска општина | Парменац                                                         |
| Потес               | Јасике                                                           |
| Координате          | 43° 52′ 55″ С; 20° 16′ 44″ И / 43.881999999999998° С; 20.2788° И |
| Надморска висина    | 451m                                                             |

## Карактеристике
Дендрометријске вредности утврђене на терену и сателитским снимцима:
| Стабло                     | Орах |
| Висина стабла              | m    |
| Обим дебла                 | m    |
| Пречник крошње             | 7m   |
| Пречник дебла              | m    |
| Висина дебла до прве гране | m    |

## База записа
Запис је у оквиру Викимедија пројекта "Запис - Свето дрво" заведен под редним бројем 0573.